# Partido Municipalista de Baja California
El Partido Municipalista de Baja California, o PMBC, fue un partido político estatal con sede en el estado de Baja California, fundado en 2014, obtuvo su registro en 2015 para participar en las Elecciones estatales de Baja California de 2016. El PMBC fue un movimiento popular, reuniendo a algunos líderes comunitarios y activistas principalmente de los valles de Mexicali, San Quintín y Playas de Rosarito, que buscaban una posición en el gobierno estatal y el Congreso para la toma de decisiones en el propio estado y no por partidos políticos nacionales. 

## Historia
Fundado en febrero de 2014 como asociación civil y registrado por el Instituto Estatal Electoral de Baja California en 2015, el partido de reciente creación participó por primera vez en las elecciones estatales de 2016. Sin embargo, hubo una serie de irregularidades dentro del partido, algunos militantes declinaron por el Partido Peninsular de las Californias y viceversa, haciendo prácticamente una no oficial coalición.  
Los resultados hicieron que el partido perdiera el registro inmediatamente, aunque tras impugnaciones y su revisión por la autoridad electoral, fue en febrero de 2017 cuando oficialmente perdió el registro. 

## Resultados electorales
El Partido Municipalista de Baja California tuvo su primera participación en las Elecciones estatales de Baja California de 2016, con candidatos para los 5 Ayuntamientos y para renovar a los 25 Diputados al Congreso del Estado. 
Para ver los resultados de las elecciones, Véase Elecciones estatales de Baja California de 2016.